# وزن صافي للمركبة
الوزن الصافى هو وزن المركبة دون أي مستهلكات، مسافرين أو حمولة. وهو واحد من قياسات الوزن الشائعة للمركبات. ان الفرق بين الوزن الصافى والوزن الكلى للمركبة بمستهلكاتها يعتمد على كثير من المتغيرات مثل سعة خزان الوقود. مصنعي السيارات يفضلون استخدام وزن الشحن الذي يشمل زيت المحرك، المبرد، سائل المكابح وكمية قليلة من الوقود. 

## الاجزاء غير المشمولة
إن الوزن الصافى لا يشمل ايا من الآتى:
- الوقود ( الجازرولين - الديزل)
- زيت المحرك
- المبرد
- مائع المكابح
- مائع المقود (power steering)
- سائل ناقل الحركة
- سائل الغاسلة

## الدراجات النارية
الوزن الصافى للدراجات النارية لا يشمل بعض أو كل الآتى:الوقود، زيت المحرك، المبرد، سائل المكابح و البطارية.
ليس هناك وسيلة موحدة لقياس الوزن الصافى للدرجات النارية حيث أن هناك دائما تناقضات بين الوزن الصافى المعلن بواسطة المصنع والمنشور بواسطة الصحافة ووسائل الإعلام. 

## مركبات الفضاء
الوزن الصافى لها هو كتلة المركبة بدون المؤكسد، الوقود أو أي مستهلكات أخرى. 